# Клопце (община Жужемберк)
Вижте пояснителната страница за други значения на Клопце.
Клопце (на словенски: Klopce) е село в Словения, регион Югоизточна Словения, община Жужемберк. Според Националната статистическа служба на Република Словения през 2015 г. селото има 8 жители.